# Remington Arms Company
Remington Arms Company — американська компанія, що виготовляє вогнепальну зброю та боєприпаси. Була заснована в 1816 році Еліфалетом Ремінгтоном як E. Remington & Sons у містечку Іліон (штат Нью-Йорк). Remington є найстарішою збройовою компанією в Північній Америці й найбільшим виробником гвинтівок і дробовиків на ринку США. Наразі належить приватній інвестиційній компанії Cerberus Capital Management.
Також Remington за час свого існування створила більше видів патронів, ніж будь-яка інша компанія у світі. Товари Remington Arms реалізуються на ринках близько 60 країн. Штаб-квартира знаходиться в місті Медісон (штат Північна Кароліна).

## Історія

### XIX століття
Компанія заснована Еліфалетом Ремінгтоном у 1816 році, оскільки він вважав, що може виробляти кращу зброю, ніж може купити. Батько Еліфалета був ковалем і завжди мріяв розширити свій бізнес до виробництва гвинтівок. Для цього він відправив сина в місто вчитися в майстра-зброяра, який славився виробництвом якісних стволів. У той час фермери, які жили в окрузі, виробляли рушниці в себе вдома, здебільшого роблячи стволи таким чином: розпеченим залізом огортався стержень, який після застигання металу витискався. Після того як хлопець повернувся з навчання, було вирішено розпочати виробництво якісних стволів у батьківській кузні, яка знаходилась у селищі Іліонська ущелина, штат Нью-Йорк.

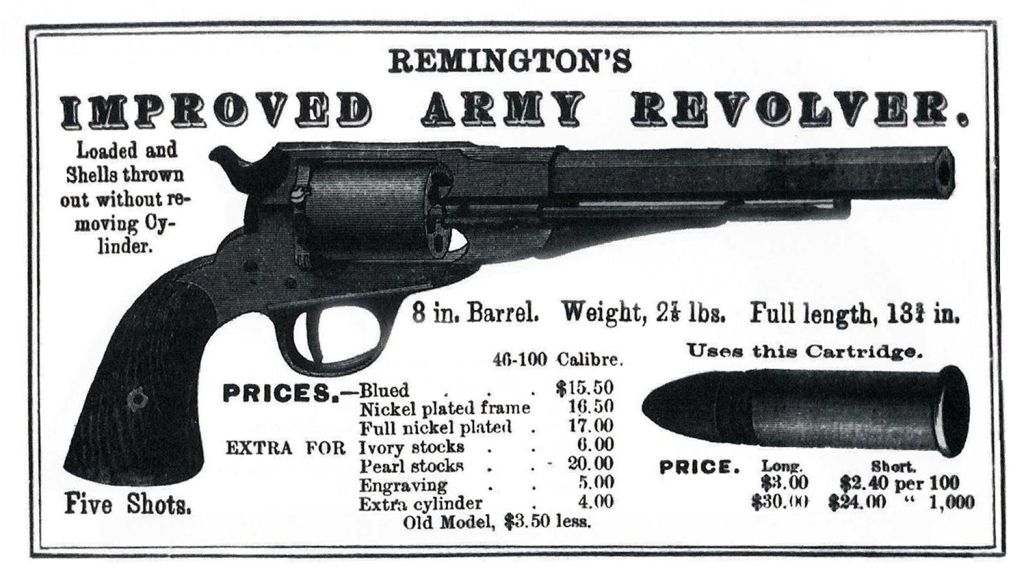
Remington 46 Conversion

Ремінгтон почав проєктувати свою власну кремінну гвинтівку, з якою восени того ж року виступив на змаганнях стрільців. Хоча він зайняв друге місце, проте іншим учасникам запам'яталась зброя, з якої стріляв Еліфалет. Перш ніж залишити поле змагань, Ремінгтон отримав стільки замовлень на гвинтівку, що зміг відкрити свій збройовий бізнес. У 1828 році завод переїхав у сусіднє містечко Іліон, де перебуває й понині.
У 1886 році компанія стала банкрутом, а 7 березня 1888 року E. Remington and Sons змінив власників на компанію Марселос Гартлі і Партнери. Ця компанія спеціалізувалась на виготовленні спортивних товарів, також їй належала компанія Union Metallic Cartridge Company у Бриджпорті, штат Коннектикут, і компанія Winchester Repeating Arms Company в місті Нью-Гейвен, штат Коннектикут. У цей час назву було офіційно змінено на Remington Arms Company. Виробництво патронів під брендом Remington було перенесене на завод у Бриджпорт.

### XX століття
У 1912 році Remington і Union Metallic Cartridge Company були об'єднані в одну компанію під назвою Remington UMC. Навіть тепер Remington виробляє бренд боєприпасів під назвою U.M.C. У 1915 році завод в Іліоні був розширений і в таких межах існує донині.

#### Перша світова війна

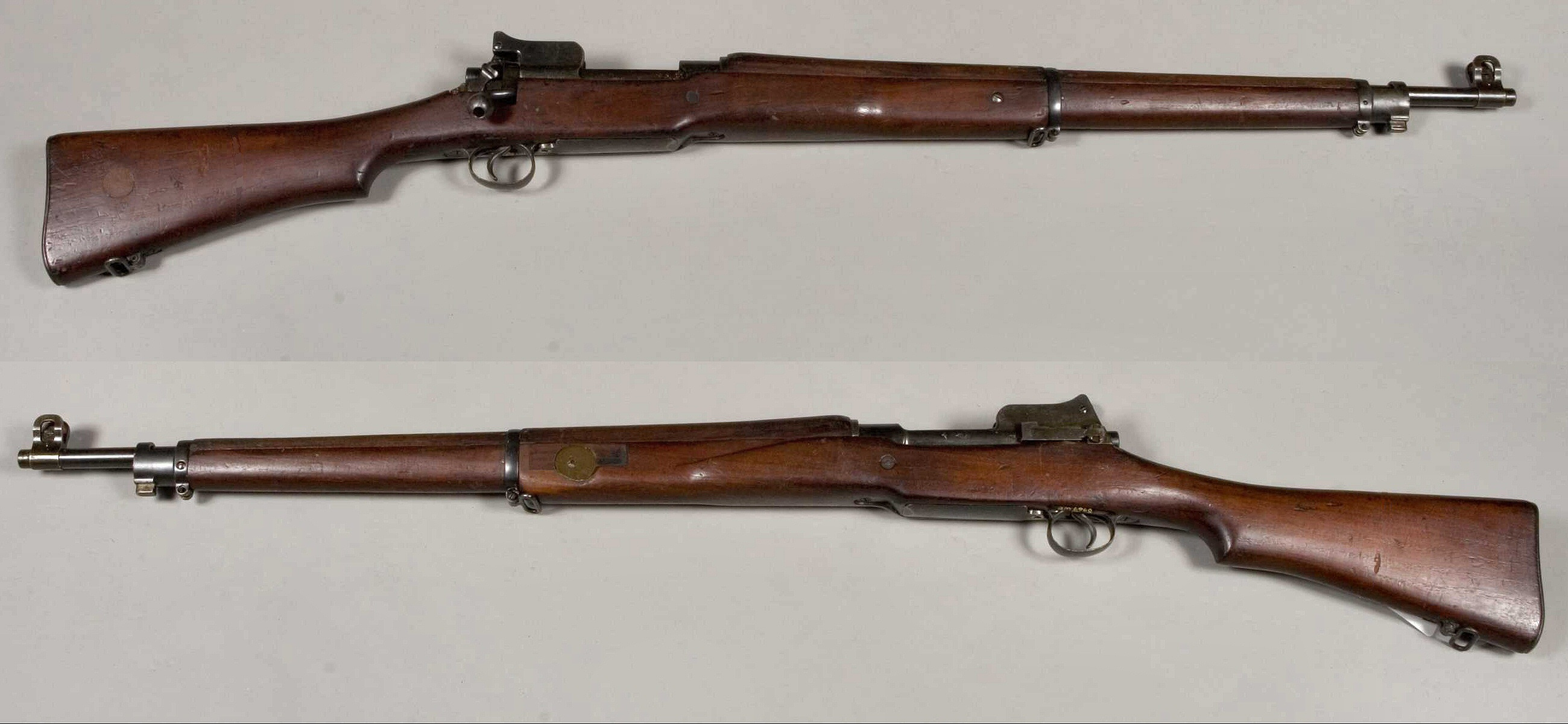
Pattern 1914 Enfield

Під час Першої світової війни Remington виготовляв зброю за контрактом для декількох країн Антанти. Для Франції виготовлялись гвинтівки Бертьє, для Британії — Pattern 1914 Enfield, для царської Росії — гвинтівку Мосіна-Нагана. З роками війни замовлення в компанії тільки збільшувались. Коли США вступили у війну, Remington отримав величезні замовлення на вогнепальну зброю й боєприпаси. Для США Remington виготовляв спрощену версію британської Pattern 1914 Enfield — Enfield M1917.
У кінці війни крах Російської імперії дуже сильно фінансово вплинув на компанію Remington Arms Company. Росія замовила величезну кількість зброї і боєприпасів, але країні не вистачило грошей для того, щоб заплатити за замовлення. Вони затримували платежі, пояснюючи це дефектами в наявній зброї. Після жовтневого перевороту більшовики анулювали контракт з Remington, чим завдали компанії величезних збитків. Remington Arms Company залишилась з величезними запасами зброї та боєприпасів. У цей час уряд США активізував купівлю зброї. Це врятувало Remington Arms Company від банкрутства. Відзначивши вибухове збільшення попиту на зброю на початку війни й критичне падіння наприкінці, управління компанії вирішує збільшити виробництво спортивної та мисливської зброї. Вони розглядали мисливську й спортивну зброю як більш стабільний бізнес, який міг допомогти компанії вижити в майбутніх можливих фінансових падіннях.

#### Міжвоєнний час
Під час Великої депресії Remington Arms Company була придбана компанією DuPont, яка заробила свій капітал на виготовленні різних видів пороху. Рік по тому Remington перейшов до іншого власника — компанії Peters Cartridge Company. Досі на багатьох виробах Remington Arms Company стоїть штамп R-P, що означає «Remington-Peters».

#### Друга світова війна
У 1940 році, через Другу світову війну, яка вже вирувала в Європі, уряд США задумав збільшити кількість боєприпасів. Для цього вони звернулись до перевіреного постачальника — Remington Arms Company. З допомогою компанії DuPont Remington побудував заводи Lake City Arsenal, Denver Ordnance і ще три, включаючи Lowell Ordnance Plant. Хоча заводи належали уряду США, компанії Remington Arms Company було запропоновано наглядати за їх функціюванням. Серед зброї Remington Arms Company, яка була виготовлена для армії США, була знаменита гвинтівка Springfield M1903.

#### Повоєнний час
Для забезпечення фінансової стабільності протягом 1950-х і 1960-х років Remington Arms Company вирішила розширити виробничий потенціал. Для цього в 1956 році була придбана компанія Mall Tool Company. Серед товарів Remington були навіть бензопили.

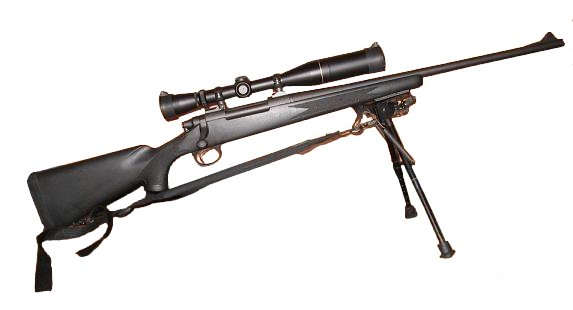
Remington Model 70

У 1962 році Remington Arms Company представила першу гвинтівку із серії гвинтівок з ковзним затвором — Remington Model 700. Гвинтівка стала однією з найуспішніших в історії компанії і швидко отримала продовження у вигляді моделей Remington 700 BDL, Remington 700PSS для співробітників поліції та правоохоронних органів (пізніше вони були перейменовані в 700P і досі є дуже популярними серед правоохоронних органів, зокрема в США) і військової моделі M24 SWS, яка перебувала на озброєнні армії США в 1988-2010 роках і досі використовується в деяких арміях світу (наприклад, у Збройних силах Ізраїлю). Інші збройові компанії брали за зразок для своїх снайперських гвинтівок саме систему Remington Model 700.
У 1986 році Remington закрив патронний завод у Бріджпорті, але натомість був відкритий зовсім новий проєкт у місті Лоноук, штат Арканзас. Це місце було обране як географічний центр вироблення й збуту спортивних боєприпасів.
У 1993 році Remington Arms Company була продана компанією DuPont інвестиційній компанії Clayton, Dubilier & Rice.

### XXI століття
У червні 2007 року приватна інвестиційна компанія Cerberus Capital Management викупила Remington Arms Company за $370 млн. У грудні 2007 року Remington Arms придбав компанію-виробника гвинтівок Marlin Firearms.
У 2012 році Remington виграв контракт армії США на виробництво 24 000 M4A1 карабінів за ціною $673 за одиницю продукції на суму $16 163 252 разом.

## Продукція

### Гвинтівки
- Remington JuniorTarget 521TL
- Remington-Keene rifle
- M1903 Springfield rifle
- Remington Модель 5
- Remington Модель 6
- Remington Модель 7
- Remington Модель 30
- Remington Модель 34
- Remington Модель 37
- Remington Модель 40
- Remington Модель 241
- Remington Модель 504
- Remington Модель 511 Scoremaster
- Remington Модель 512 Sportsmaster
- Remington Модель 513
- Remington Модель 580
- Remington Модель 581
- Remington Модель 582
- Remington Модель 600
- Remington Модель 660
- Remington Модель 673
- Remington Модель 700
- Remington Модель 710
- Remington Модель 720
- Remington Модель 721
- Remington Модель 722
- Remington Модель 725
- Remington Модель 770
- Remington Модель 783
- Remington Модель 788
- Remington Модель 798
- Remington Модель 799
- Remington MSR
- Remington M24
- Remington XM2010 Enhanced Sniper Rifle
- Remington Модель Six
- Remington Модель 12
- Remington Модель 14
- Remington Модель 121 Fieldmaster
- Remington Модель 141
- Remington Модель 572 Fieldmaster
- Remington Модель 760
- Remington Модель 7600 rifle
- Remington Модель Four
- Remington Модель 8
- Remington Модель 11
- Remington Nylon 66
- Remington Модель 522 Viper
- Remington Модель 552
- Remington Модель 597
- Remington Модель 740
- Remington Модель 742
- Remington Модель 750
- Remington Модель 7400
- Remington Модель R-15
- Remington Модель R-25
- Самозарядна снайперська система Remington
- Гвинтівка Remington Rolling Block
- Remington GPC

### Дробовики
- Remington Модель 10
- Remington Модель 31
- Remington Модель 870
- Remington Модель 887
- Remington Модель 1100
- Remington Модель 11-48
- Remington Модель 11-87
- Remington Модель SP-10
- Remington Spartan 453
- Remington Spartan 100
- Remington Spartan 310
- Remington Model 32
- Remington Model 3200
- Remington Model 332

### Револьвери
- Remington Модель 1858
- Remington Модель 1875
- Remington Модель 1890